# Anna Adriana Wolff von Metternich zur Gracht

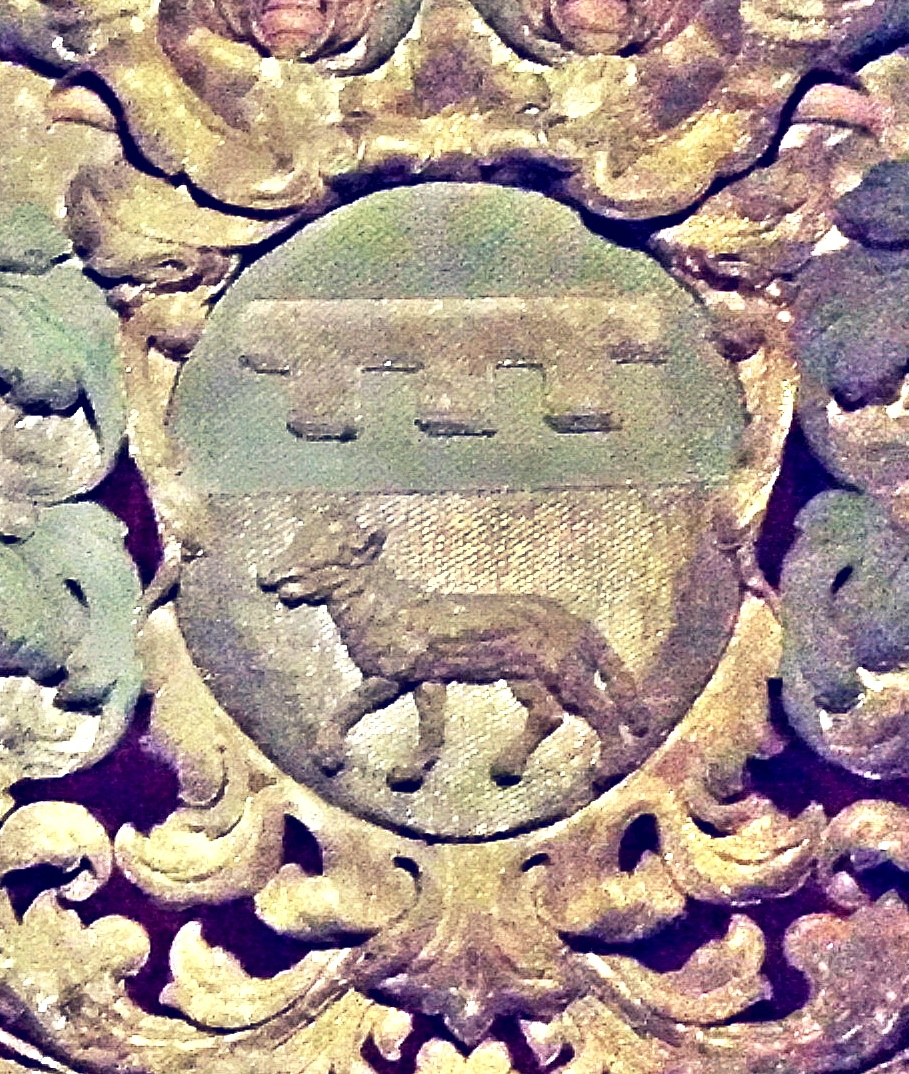
Familienwappen auf einem Pluviale ihres Bruders Johann Wilhelm im Speyerer Domschatz (um 1690)

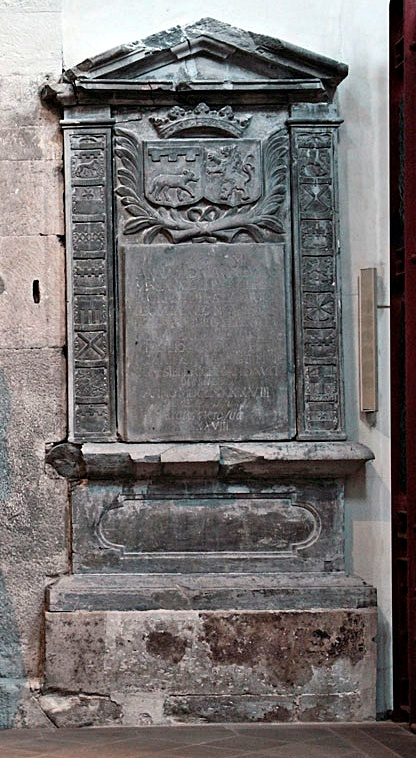
Epitaph der Äbtissin Anna Adriana Wolff von Metternich zur Gracht (1621–1698), St. Maria im Kapitol, Köln

Anna Adriana Wolff von Metternich zur Gracht (* 9. November 1621 in Schloss Gracht in Liblar; † 9. Juni 1698 in Köln) war eine adlige Kanonissin und Äbtissin aus dem Geschlecht der Freiherren Wolff von Metternich zur Gracht.

## Herkunft
Sie war eines von 16 Kindern der Eheleute Johann Adolf Wolff Metternich zur Gracht (1592–1669) und Maria Catharina geb. von Hall. Ihr Vater fungierte als Geheimer Rat und Vertrauter des Herzogs Wolfgang Wilhelm von Jülich-Berg, des Kölner Erzbischofs Ferdinand von Bayern sowie der bayerischen Kurfürsten Maximilian I. und Ferdinand Maria. Der Vater war wiederum von seinen Onkeln, Domdechant Adolph Wolff von Metternich zur Gracht (1553–1619) und Jesuitenpater Wilhelm Wolff von Metternich zur Gracht (1563–1636), erzogen worden. Beide gelten als herausragende tridentinische Reformer im damaligen Hochstift Speyer.

## Leben
Anna Adriana Wolff von Metternich zur Gracht trat in den geistlichen Stand. 1626, mit fünf Jahren, erfolgte ihre Aufschwörung auf eine Präbende am Kölner Stift St. Maria im Kapitol, wo sie später  Kanonisse wurde. Dort verbrachte sie den Großteil ihres Lebens. 1660 erscheint sie als Kellerin, 1693 wählte man sie hier zur Äbtissin, als Nachfolgerin der verstorbenen Anna Salome von Berghe zu Trips.
Nach ihrem 1698 erfolgten Tod setzte man Anna Adriana Wolff von Metternich in der Stiftskirche St. Maria im Kapitol bei, wo sie ein schönes Epitaph erhielt, das dort noch vorhanden ist.
Ihr Bruder Hermann Werner Wolff von Metternich zur Gracht (1625–1704) amtierte ab 1684 als Fürstbischof von Paderborn, der Bruder Johann Wilhelm Wolff von Metternich zur Gracht (1624–1694) war Domdekan in Mainz, sowie Dompropst in Paderborn, Mainz und Münster.